# FEEL LIVE
「FEEL LIVE」（フィール・ライヴ）は、2007年12月5日に発売された織田裕二の楽曲で、29枚目のシングル。

## 解説
アルバム『ありがとう』よりリカット。
秋華賞などのJRAのCMソングに使われ織田裕二自身は出演に加えてとナレーションを担っている。
カップリングには別ヴァージョンを収録。

## 収録曲
作詞：織田裕二　作曲：GARDEN　編曲：浅田祐介
1. FEEL LIVE
2. FEEL LIVE(chorus version)
3. FEEL LIVE(instrumental)